# Чарльз Бронсон
Каро́ліс Бучи́нськіс (лит. Karolis Bučinskis) або Чарлз Де́нніс Бучи́нський (англ. Charles Dennis Buchinsky; 3 листопада 1921, Еренфелд, Пенсільванія — 30 серпня 2003, Лос-Анджелес, Каліфорнія), більш відомий під псевдонімом Чарльз Бро́нсон (англ. Charles Bronson) — американський кіноактор, популярний виконавець мужніх ролей у бойовиках.

## Біографія
Народився у гірняцькому селищі Еренфелд (штат Пенсильванія) у бідній сім'ї емігрантів з Литви. Був одинадцятим з п'ятнадцяти дітей у шахтарській сім'ї. Предки актора по батьківській лінії були липками — польсько-литовськими татарами.
1943 року був покликаний у збройні сили США і служив в авіації стрільцем на Б-29.
Після другої світової війни вирішив стати актором, вважаючи, що це забезпечить йому гідний заробіток. Закінчив Pasadena Playhouse (місто Пасадена). Змінив декілька професій, був шахтарем, різноробом; знімався у невеликих ролях на ТБ. З 1950 року почав працювати в кіно, до того ж у перших 12 фільмах — під своїм справжнім прізвищем.
Під час маккартистського «полювання на відьом» змінив по-слов'янськи звучне прізвище Бучинський на англосаксонське Бронсон.
Був одружений з актрисою Джилл Айрленд, що померла у травні 1990 року.
Помер від пневмонії у медичному центрі Cedars Sinai, у якому проходив лікування протягом декількох тижнів.

## Фільмографія
- 1970 — Пасажир дощу
- 1974 — Жага смерті
- 1975 — Втеча
- 1975 — Важкі часи
- 1977 — Телефон
- 1982 — Жага смерті 2
- 1987 — Убивство
- 1999 — Family of Cops 3

### Кіно
| Рік  | Назва українською              | Оригінальна назва               | Роль                           | Примітка             |
| ---- | ------------------------------ | ------------------------------- | ------------------------------ | -------------------- |
| 1951 | Тепер ти на флоті              | You're in the Navy Now          | Василевський                   | не вказаний в титрах |
| 1951 | Народ проти О'Хари             | The People Against O'Hara       | Анджело Корвак                 | не вказаний в титрах |
| 1951 | Мафія                          | The Mob                         | Джек                           | не вказаний в титрах |
| 1952 | Червоне небо Монтани           | Red Skies of Montana            | Нефф                           | не вказаний в титрах |
| 1952 | Шість моїх переконань          | My Six Convicts                 | Джоко                          |                      |
| 1952 | Врятувати шлюб                 | The Marrying Kind               | Едди                           | не вказаний в титрах |
| 1952 | Пет і Майк                     | Pat and Mike                    | Хэнк Теслинг                   |                      |
| 1952 | Дипломатичний кур'єр           | Diplomatic Courier              | російський агент               | не вказаний в титрах |
| 1952 | —                              | Battle Zone                     | рядовий                        | не вказаний в титрах |
| 1952 | Бродвейські шукачі             | Bloodhounds of Broadway         | Філ Грін                       | не вказаний в титрах |
| 1952 | —                              | Torpedo Alley                   | підводник                      | не вказаний в титрах |
| 1952 | Стороннім вхід заборонено      | Off Limits                      | Расселл                        | не вказаний в титрах |
| 1953 | Клоун                          | The Clown                       | Едді, гравець з кубиком        | не вказаний в титрах |
| 1953 | Дім воскових фігур             | House of Wax                    | Ігор                           |                      |
| 1953 | Хвиля злочинності              | Crime Wave                      | Бен Гастінгс                   |                      |
| 1953 | Міс Сейді Томпсон              | Miss Sadie Thompson             | рядовий Едвардс                |                      |
| 1954 | Чемпіон Теннессі               | Tennessee Champ                 | Сіксті                         |                      |
| 1954 | Охоронник діліжансів           | Riding Shotgun                  | Пінто                          |                      |
| 1954 | Апач                           | Apache                          | Хондо                          |                      |
| 1954 | Бій барабана                   | Drum Beat                       | Кінтпуаш / капітан Джек        |                      |
| 1954 | «Вера Крус»                    | Vera Cruz                       | Піттсбург                      |                      |
| 1955 | Великий дім                    | Big House, U.S.A.               | Бенні Кіллі                    |                      |
| 1955 | Головна ціль                   | Target Zero                     | сержант Вінс Гаспарі           |                      |
| 1956 | Джубал                         | Jubal                           | Реб Хайсліпп                   |                      |
| 1957 | Втікаючи від стріли            | Run of the Arrow                | Блю Баффало                    |                      |
| 1958 | Розбірки в Бут-Хілл            | Showdown at Boot Hill           | Люк Уелш                       |                      |
| 1958 | Кулеметник Келлі               | Machine-Gun Kelly               | Джордж Р. «Кулеметник» Келлі   |                      |
| 1958 | Війна з гангстерами            | Gang War                        | Алан Ейвері                    |                      |
| 1958 | Коли розвергнется пекло        | When Hell Broke Loose           | Стів Боланд                    |                      |
| 1959 | Ніколи не було так мало        | Never So Few                    | сержант Джон Данфорт           |                      |
| 1960 | Чудова сімка                   | The Magnificent Seven           | Бернардо О'Райллі              |                      |
| 1961 | Володар світу                  | Master of the World             | Джон Строк                     |                      |
| 1961 | Гуркіт барабанів               | A Thunder of Drums              | танкіст Ханна                  |                      |
| 1961 | Ікс 15                         | X-15                            | лейтенант Лі Брендон           |                      |
| 1962 | Кід Галахад                    | Kid Galahad                     | Лью Ніак                       |                      |
| 1963 | Велика втеча                   | The Great Escape                | Денні «Тунельний король»       |                      |
| 1963 | Четверо з Техаса               | 4 for Texas                     | Метсон                         |                      |
| 1964 | Диявольські стрільці           | Guns of Diablo                  | Лінк Мердок                    |                      |
| 1965 | Кулик                          | The Sandpiper                   | Кос Еріксон                    |                      |
| 1965 | Битва в Арденнах               | Battle of the Bulge             | Воленські                      |                      |
| 1966 | На злом!                       | This Property Is Condemned      | Джей Джей Ніколс               |                      |
| 1967 | Брудна дюжина                  | The Dirty Dozen                 | Джозеф Владислав               |                      |
| 1968 | Битва в Сан-Себастяні          | Guns for San Sebastian          | Тесло                          |                      |
| 1968 | Віля в сідлі                   | Villa Rides                     | Родольфо Фієрра                |                      |
| 1968 | Прощавай, друже                | Adieu l'ami                     | Франц Пропп                    |                      |
| 1968 | Одного разу на Дикому Заході   | Once Upon a Time in the West    | Гармоніка                      |                      |
| 1970 | Лола                           | Lola                            | Скотт Уордман                  |                      |
| 1970 | Пасажир дощу                   | Le Passager de la pluie         | полковник Гаррі Доббс          |                      |
| 1970 | Ти не зможеш перемогти їх всіх | You Can't Win 'Em All           | Джош Корі                      |                      |
| 1970 | Місто насилля                  | Violence City                   | Джефф Хестон                   |                      |
| 1970 | Холодний піт                   | Cold Sweat                      | Джо Мартін                     |                      |
| 1971 | Хо-то за дверима               | Quelqu'Un Derriere La Porte     | мандрівник                     |                      |
| 1971 | Червоне сонце                  | Red Sun                         | Лінк Стюарт                    |                      |
| 1972 | Папери Валачі                  | The Valachi Papers              | Джо Валачі                     |                      |
| 1972 | Земля Чато                     | Chato's Land                    | Пардон Чато                    |                      |
| 1972 | Механік                        | The Mechanic                    | Артур Бішоп                    |                      |
| 1973 | Холоднокровний убивця          | The Stone Killer                | Лу Торрі                       |                      |
| 1973 | Коні Вальдеса                  | Valdez, il mezzosangue          | Чіно Вальдес                   |                      |
| 1974 | Містер Мажестик                | Mr. Majestyk                    | Вінс Мажестик                  |                      |
| 1974 | Жага смерті                    | Death Wish                      | Пол Керсі                      |                      |
| 1975 | Втеча                          | Breakout                        | Нік Колтон                     |                      |
| 1975 | Тяжкі часи                     | Hard Times                      | Чейні                          |                      |
| 1975 | Перевал Брейкхарт              | Breakheart Pass                 | Дікін                          |                      |
| 1976 | З полудня до трьох             | From Noon Till Three            | Грем                           |                      |
| 1976 | Сент Айвз                      | St. Ives                        | Реймонд Сент Айвз              |                      |
| 1977 | Білий бізон                    | The White Buffalo               | Дикий Білл Хікок / Джеймс Отіс |                      |
| 1977 | Телефон                        | Telefon                         | майор Григорій Борзов          |                      |
| 1979 | Любов і кулі                   | Love And Bullets                | Чарлі Конгерс                  |                      |
| 1980 | Кабобланко                     | Caboblanco                      | Гіффорд Хойт                   |                      |
| 1980 | Прикордонна смуга              | Borderline                      | Джеб Мейнард                   |                      |
| 1981 | Смертельне полювання           | Death Hunt                      | Альберт Джонсон                |                      |
| 1982 | Жага смерті 2                  | Death Wish II                   | Пол Керсф                      |                      |
| 1983 | За десять хвилин до півночі    | 10 To Midnight                  | Лео Кесслер                    |                      |
| 1984 | Зло, щр твориться людьми       | The Evil That Men Do            | Холланд                        |                      |
| 1985 | Жага смерті 3                  | Death Wish 3                    | Пол Керсі                      |                      |
| 1986 | Закон Мерфі                    | Murphy's Law                    | Джек Мерфі                     |                      |
| 1987 | Убивство                       | Assassination                   | Джей Кілліон                   |                      |
| 1987 | Жага смерті 4: Розгром         | Death Wish 4: The Crackdown     | Пол Керсі                      |                      |
| 1988 | Посланець смерті               | Messenger Of Death              | Гаррет Сміт                    |                      |
| 1989 | Заборонена тема                | Kinjite — Forbidden Subjects    | лейтенант Кроу                 |                      |
| 1991 | Індіанець-утікач               | The Indian Runner               | містер Робертс                 |                      |
| 1994 | Жага смерті 5: Обличчя смерті  | Death Wish 5: The Face Of Death | Пол Керсі                      |                      |